# 土居駅
土居駅（どいえき）は、大阪府守口市文園町にある、京阪電気鉄道京阪本線の駅。駅番号はKH10。

## 歴史
1931年（昭和6年）10月14日に滝井駅が約400メートル南西に開業したが、現在の守口市立さつき学園の場所にあった京阪商業学校が当駅の設置を強く京阪に働きかけ、8ヶ月後の1932年（昭和7年）6月14日に当駅が開業した。
1966年（昭和41年）に利用客がピークとなり、1日に2万人を超える利用客がいた。しかし、人口の流出や近隣での地下鉄の開業もあって、2013年（平成25年）時点では京阪本線で鳥羽街道駅に次ぐ利用客の少なさとなっている。

### 年表
- 1932年（昭和7年）6月14日：京阪本線の線路移設により開業[4]。盛り土のまま駅を開業したため、滝井駅と同じく当初から高架駅であった。
- 1933年（昭和8年）12月29日：複々線化。
- 1943年（昭和18年）10月1日：会社合併により京阪神急行電鉄（現・阪急電鉄）の駅となる。
- 1945年（昭和20年）9月15日：輸送混乱防止のため、使用を中止[4]。
- 1947年（昭和22年）3月11日：営業再開[4]。
- 1948年（昭和23年）12月20日：駅を改築[4]。
- 1949年（昭和24年）12月1日：会社分離により京阪電気鉄道の駅となる。
- 1992年（平成4年）：駅舎の改修と8連化に対応するためのホーム延伸工事が完成[5]。
- 2011年（平成23年）
  - 3月5日：身体障害者対応エレベーター使用開始[6]。
  - 3月12日：車イス・オストメイト対応してベビーシート、オムツ交換台付き多目的トイレ使用開始[7]。
- 2014年（平成26年）3月29日：プラットホームに異常通報装置を設置[8]。
- 2016年（平成28年）10月31日：コンコースに旅客案内ディスプレーを設置[9]。

## 駅構造
無人駅である。また、改札内にはトイレがある。
通過線2本を挟んだ相対式2面2線のホームを持つ盛土駅である。改札口は下りホーム京都寄りの1ヶ所のみ。ホームは2階にある。通過線（A線）にホームはなく、外側2線（B線）にのみホームが設けられている。隣の滝井駅とはわずか400 mしか離れていない。両駅のホームの端から端までの距離は160 mに満たず、京阪電車8両分(150m)より短い程度である。しかし土居駅から滝井駅までは歩きづらいこともあり、2013年（平成25年）11月の調査ではこの間のみを利用する乗客が1日平均23人いたという。
上り線側ホームの盛り土には桜の木の並木が植えられている。
2011年3月5日、身体障害者対応のエレベーターが完成し使用を開始。オストメイト・車イス対応の多目的トイレも同月12日より使用を開始した。

### のりば
| 番線 | 路線      | 方向 | 行先                       |
| ---- | --------- | ---- | -------------------------- |
| 1    | ■京阪本線 | 上り | 守口市・三条・出町柳方面   |
| 2    | ■京阪本線 | 下り | 京橋・淀屋橋・中之島線方面 |

- 両ホームとも有効長は8両。

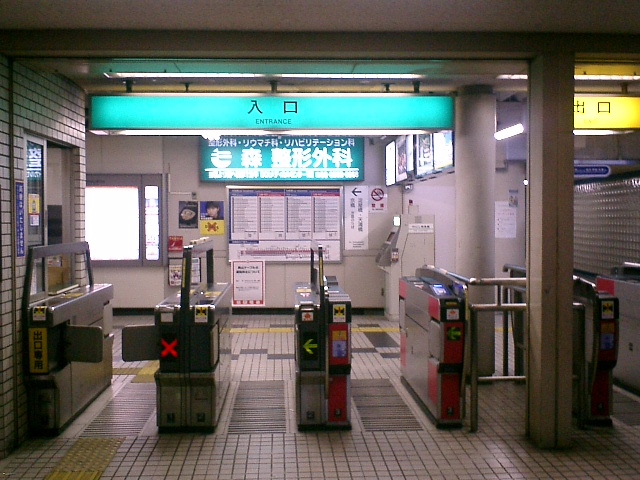
改札口（2005年9月）
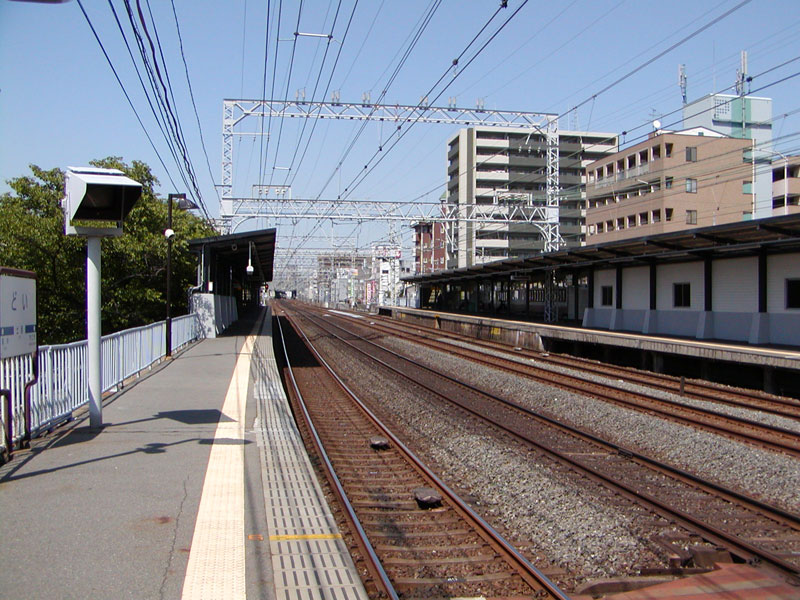
ホーム（2007年5月）
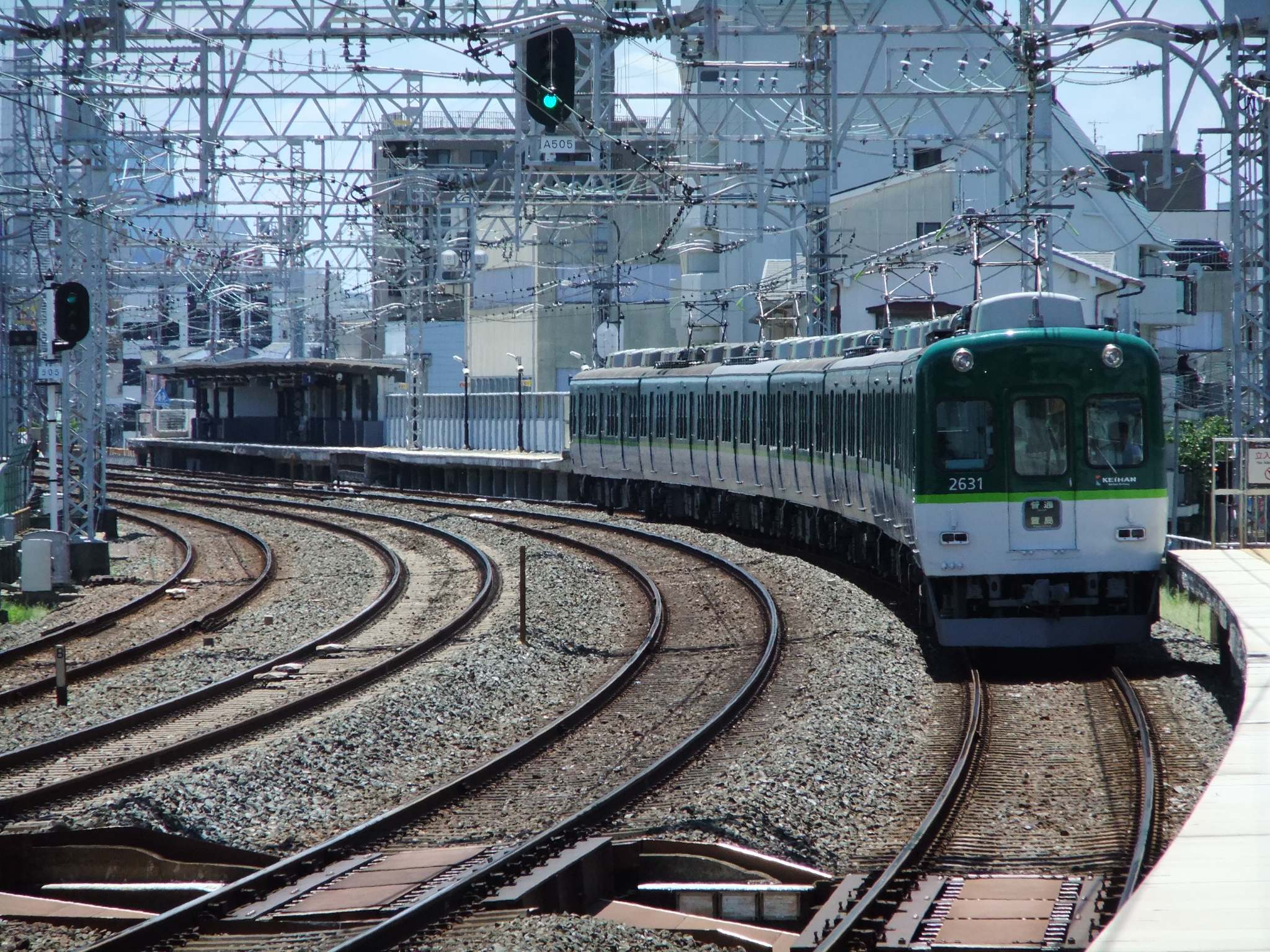
土居駅に到着する普通列車（最後尾は、滝井駅ホームを離れたばかりである）

## 利用状況
2019年（令和元年）度の特定日における1日乗降人員は5,677人である。京阪本線では、鳥羽街道駅、橋本駅に次ぐ3番目に利用者の少ない駅である。また、普通列車しか停車しない駅としては最も少なくなっている。
近年の特定日における1日乗降・乗車人員は下表の通りである。
| 年度   | 特定日   | 特定日   | 出典   |
| 年度   | 乗降人員 | 乗車人員 | 出典   |
| ------ | -------- | -------- | ------ |
| 1995年 | 10,158   | 4,883    | [ 12 ] |
| 1996年 | -        | -        | [ 13 ] |
| 1997年 | -        | -        | [ 14 ] |
| 1998年 | 9,469    | 4,583    | [ 15 ] |
| 1999年 | -        | -        |        |
| 2000年 | 9,173    | 4,395    | [ 16 ] |
| 2001年 | -        | -        |        |
| 2002年 | 8,574    | 4,122    | [ 17 ] |
| 2003年 | 8,300    | 3,975    | [ 18 ] |
| 2004年 | 7,712    | 3,671    | [ 19 ] |
| 2005年 | 7,776    | 3,692    | [ 20 ] |
| 2006年 | 7,924    | 3,760    | [ 21 ] |
| 2007年 | 7,464    | 3,566    | [ 22 ] |
| 2008年 | 7,003    | 3,376    | [ 23 ] |
| 2009年 | 6,789    | 3,251    | [ 24 ] |
| 2010年 | 6,262    | 3,020    | [ 25 ] |
| 2011年 | 5,937    | 2,847    | [ 26 ] |
| 2012年 | 5,943    | 2,905    | [ 27 ] |
| 2013年 | 5,536    | 2,685    | [ 28 ] |
| 2014年 | 5,883    | 2,820    | [ 29 ] |
| 2015年 | 5,907    | 2,854    | [ 30 ] |
| 2016年 | 5,920    | 2,820    | [ 31 ] |
| 2017年 | 5,923    | 2,867    | [ 32 ] |
| 2018年 | 5,734    | 2,765    | [ 33 ] |
| 2019年 | 5,677    | 2,765    | [ 34 ] |

## 駅周辺

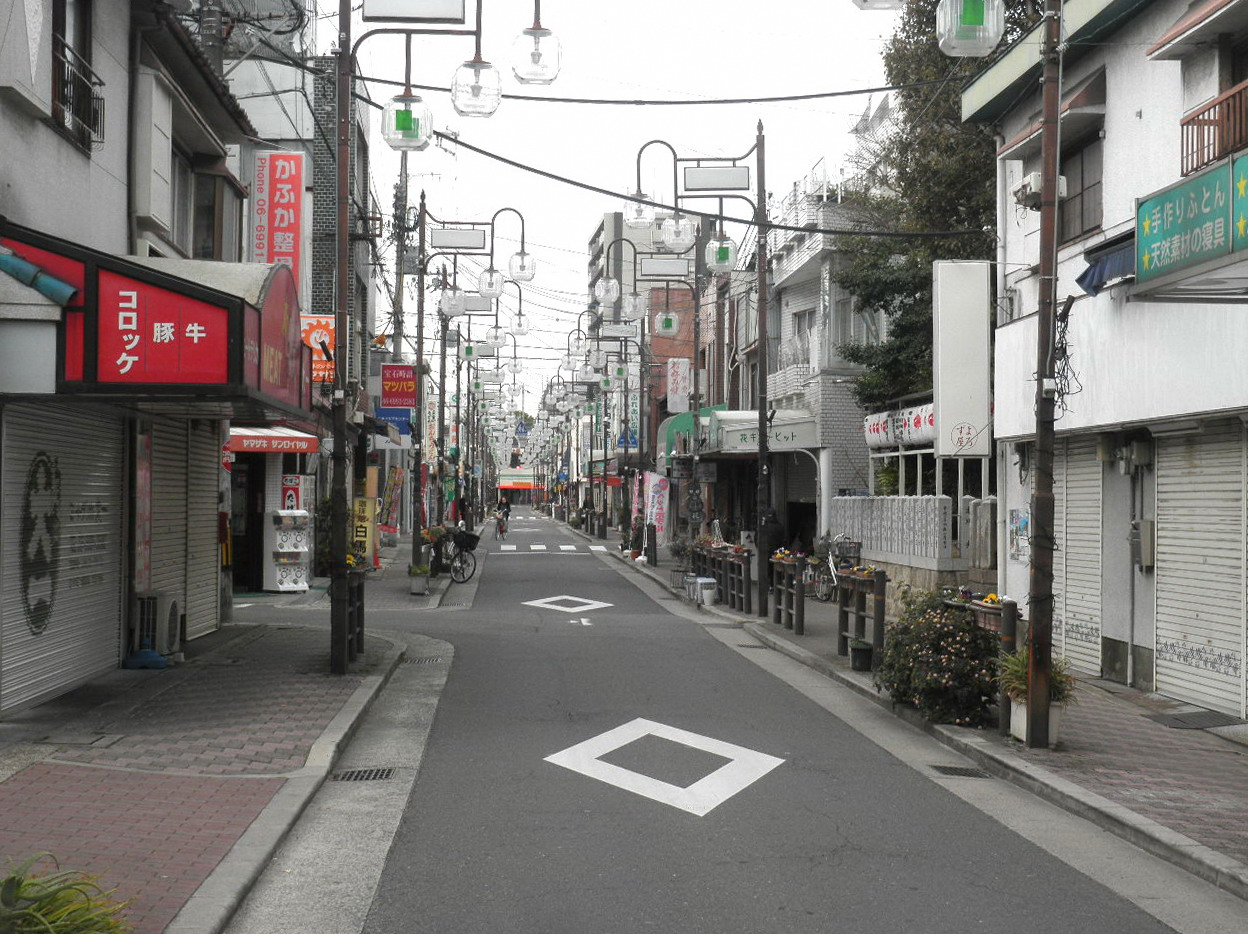
土居駅前通り商店街

住宅地となっており、国道1号と太子橋今市駅（Osaka Metro）側には「京阪」・「東通」・「中通」・「旭通」の各商店街があり、駅のすぐ近くには土居商店街がある。その反対側には土居駅前通り商店街、小中一貫校、土居公園がある。
- 土居駅前通り商店街
- 土居商店街（愛称は「ポポラーレ土居」）
- 京阪商店街
- 東通商店街
- 中通商店街
- 旭通商店街
- 滝本仏光堂本店
- 守居神社
- 守口土居郵便局
- 守口市立さつき学園（小中一貫校）
- 大阪国際中学校・高等学校
- 土居公園
- 大枝公園
  - 守口市市民球場
- 守口府民健康プラザ
- 守口保健所
- 太子橋今市駅 - 徒歩5分
- 大阪シティバス守口営業所・守口車庫前停留所

## 隣の駅
京阪電気鉄道
京阪本線
■快速特急「洛楽」・□ライナー・■特急・■通勤快急・■快速急行・■急行・■通勤準急・■準急・■区間急行
通過
■普通
滝井駅 (KH09) - 土居駅 (KH10) - 守口市駅 (KH11)
- 括弧内は駅番号を示す。